# Jean Falba
Pour les articles homonymes, voir Falba.
Jean Falba (13 septembre 1766 - 9 octobre 1848) est un officier français des troupes de la Marine pendant la période de la Révolution française, du Premier Empire et de la Restauration.
Engagé en 1791 comme simple volontaire, il a obtenu sa retraite en 1829, après 38 ans de service et avec le grade de maréchal de camp (équivalent de général de brigade).

## Éléments biographiques

### Ses origines familiales
Jean Falba est né à Mont-de-Marsan le 13 septembre 1766 ; si aujourd'hui c'est dans le département des Landes, à l'époque c'était dans la généralité de Bordeaux (Mont était le chef-lieu de subdélégation du pays de Marsan) et dans le gouvernement de Gascogne.
D'après l'état de services qu'il a fait publier, il est « fils, petit-fils et neveu de militaires qui s'étaient distingués aux armées sous les règnes de Louis XIV et Louis XV. »
D'après ses états de services conservés dans les papiers du ministère de la Marine, il est le fils de Dominique Falba, marchand, et de Françoise Ducéré ; il s’est marié en premières noces avec Marie Lesbazeilles, et en secondes avec Marie Josèphe Thomas.

### 1791-1798, service aux Antilles puis à bord des vaisseaux
Jean Falba est entré au service comme volontaire au régiment des dragons (une unité de cavalerie) le 1er juin 1791. Il rejoint alors Port-de-Paix (aujourd’hui au nord d’Haïti) sur l’île de Saint-Domingue, en pleine révolte des esclaves. D’après ses états de services « il fit partie de toutes les sorties pour faire rentrer les [...] révoltés dans le devoir, et contribua puissamment au rétablissement de la tranquillité dans cette partie de la colonie ».
Les combats se poursuivant contre les Espagnols de l’Est de l’île (l'actuelle République dominicaine), Falba est nommé lieutenant au premier bataillon du Port-au-Prince après sa blessure du 20 juillet 1793 (un coup de baïonnette à la main droite). La partie française de l'île entre alors en guerre civile, entre d'une part les anciens esclaves révoltés, relativement soutenus par la République, et d'autre part les propriétaires esclavagistes, qui cherchent le soutien des Espagnols puis des Britanniques.
Falba commence sa carrière d’officier en commandant des soldats embarqués à bord de navires de guerre (ces hommes servaient à maintenir la discipline à bord, à tirer au fusil sur les navires ennemis, à se battre au corps-à-corps en cas d’abordage, à servir de troupes de débarquement, ainsi qu’à la manœuvre des canons), ce qui lui permet de quitter l'île :
- sur la corvette Lascazas jusqu’au 4 octobre 1793, à la tête d'une garnison de 35 soldats ;
- sur la gabare la Ville-de-Lorient (armée de 34 canons) du 24 nivôse an 2 (14 janvier 1794) au 2 vendémiaire an 3 (23 septembre 1794), avec une garnison de 60 soldats, qui l’amena à Brest ;
- sur la frégate la Surveillante (armée de 44 canons) du 3 vendémiaire an 3 (24 septembre 1794) au 22 ventôse an 3 (12 mars 1795) ;
- sur le vaisseau le Wattignies (armé de 74 canons) du 13 ventôse an 3 (13 mars 1795) au 5 vendémiaire an 4 (27 septembre 1795), avec une garnison de 120 soldats, qui participa à la bataille de Groix le 5 messidor an 3 (23 juin 1795).

Total : 39 mois de mer.
Le 5 vendémiaire an 4 (27 septembre 1795), Jean Falba et ses hommes sont débarqués à Port-Louis pour combattre les Chouans (il commande les troupes républicaines au combat de Josselin). Le général de division Pierre Quantin, commandant les troupes stationnées dans le Morbihan, en fait son chef d’état-major à Vannes. En cette qualité, Falba négocie le 4 prairial an 4 (23 mai 1796) avec des chefs chouans la reddition de 937 hommes.
Nommé aide-de-camp du général Quantin, il le suit à Dunkerque pour préparer une descente en Écosse. Cette expédition échoue (tout comme l’expédition d'Irlande) à cause d’une tempête qui disperse la petite escadre ; le navire la Colombe, sur laquelle se trouve Quantin et Falba, fait naufrage le 1er frimaire an 5 (21 novembre 1796).
Officiellement lieutenant à la suite de la 12e demi-brigade d’infanterie depuis le 30 messidor an 4 (18 juillet 1796), Falba rejoint son corps à partir du 2 frimaire an 5 (22 novembre 1796) à Quimper. Il passe à la 81e demi-brigade de ligne le 17 germinal an 5 (6 avril 1797).

### 1798-1813, vie de garnison au sein de l'artillerie de la Marine
Le 29 prairial an 6 (17 juin 1798), Jean Falba est nommé, à sa demande auprès du ministre de la Marine, capitaine en second à la 7e demi-brigade de marine à Brest. À ce titre, il embarque sur l’escadre de l’amiral Bruix en rade de Brest, d’abord sur le vaisseau de 74 canons le Cisalpin du 23 frimaire an 7 (13 décembre 1798) au 29 floréal an 7 (18 mai 1799), puis sur le vaisseau de 74 le Zélé du 1er prairial an 7 (20 mai 1799) au 29 fructidor an 8 (16 septembre 1800), navigant jusqu’en Méditerranée en compagnie d'une escadre espagnole (désormais alliée, pour un temps).
Il débarque le 29 fructidor an 8 (16 septembre 1800) pour aller prendre le commandement d’une des compagnies de grenadiers de la Marine envoyée à l’Armée d’observation du Midi (réunie à Dijon), devenue l’Armée d'Italie sous le commandement du Premier Consul Bonaparte, qui assure des missions de garnisons à Otrante et à Tarente. La paix d’Amiens permet son retour à Brest le 11 brumaire an 10 (2 novembre 1801).
Portrait de Jean Falba en tenue de capitaine des grenadiers d'artillerie de la Marine, par F. Vozzella, à Tarente en 1801.
Jean Falba est nommé capitaine commandant le 15 floréal an 11 (5 mai 1803) au 1er régiment d’artillerie de la Marine à Brest. Le 2 thermidor an 11 (21 juillet 1803), Falba est envoyé dans le département de la Seine, à Paris pour commander le dépôt des recrues des troupes de la Marine (destinées aux quatre régiments d’artillerie et aux compagnies d’ouvriers), avec autorité sur tous les autres officiers en mission de recrutement (itinérant de ville en ville). En cette qualité, Falba propose au ministre de la Marine Denis Decrès (qui en fait rapport au Premier consul) de recruter des hommes détenus dans le dépôt de Saint-Denis pour inconduite ou vagabondage, ainsi que des déserteurs de l'Armée. La proposition fut acceptée.
Jean Falba est fait chevalier de la Légion d'honneur lors de la grande promotion du 25 prairial an 12 (14 juin 1804), puis passe chef de bataillon le 9 prairial an 13 (29 mai 1805), toujours à Brest au 1er régiment. En 1805 il commande au camp de Boulogne les forts et batteries de la rade servis par l’artillerie de la Marine, jusqu’en mars 1807. Il est alors choisi comme major du régiment des marins et ouvriers de Brest le 8 juillet 1807, puis major du 2e régiment d’artillerie de la Marine à Toulon le 3 mars 1809.
En garnison dans cette dernière ville, il devient membre résident de l'Académie du Var à partir de 1811, puis en tant que correspondant après 1813. 
Son dernier embarquement est sur l’Austerlitz (118 canons, lancé en 1808), le vaisseau-amiral de l'escadre de la Méditerranée, comme membre de l'état-major de l'amiral, mais sans quitter le mouillage de la rade de Toulon.

### 1813-1814, campagne de Saxe et défense de la Hollande
La désastreuse campagne de Russie de 1812 ayant fait fondre les effectifs disponibles, le ministère de la Marine perd ses troupes au profit du ministère de la Guerre : le 24 janvier 1813 (décret de Fontainebleau), les quatre régiments de la Marine (soit 18 000 soldats) sont affectés à l’armée se rassemblant en Allemagne, au 2e corps d’observation du Rhin. Jean Falba est élevé colonel du 4e régiment le 25 mars, mais sans pouvoir prendre son poste car le régiment est parti sans lui d’Anvers, alors qu’il était encore à Brest.
En mars 1813, le 2e corps d’observation du Rhin devient le 6e corps commandé par le duc de Raguse (le maréchal Marmont) de la Grande Armée, cette dernière commandée par Napoléon. Les six bataillons du 1er régiment de marine arrivent à Mayence du 24 février au 26 mars 1813. Le 17 avril, Falba est mis à la suite du 1er régiment de la marine, dont il devient le 26 avril le colonel en second ; il assure le commandement réel pendant tout le début de la campagne, à la place du colonel Emond d'Esclevin, qui « était ordinairement invisible (sans être enchanteur) » (selon le lieutenant Rieu du même régiment)… Falba assure aussi le commandement d'une brigade du sixième corps, composée intégralement par le 1er régiment de marine.
La campagne de Saxe débute le 28 avril 1813. Le 2 mai, l’armée affronte les Russes et les Prussiens lors de la bataille de Lützen ; selon le maréchal Marmont, l’ennemi « dirigea le feu de plus de cent cinquante pièces de canon contre mon seul corps d’armée. Mes troupes supportèrent ce feu terrible avec un grand calme et avec un remarquable courage. […] Les rangs s’éclaircissaient à chaque instant, mais se reformaient de nouveau, sans incertitude, et personne ne songeait à s’éloigner. – Les braves canonniers de la marine, accoutumés particulièrement à des combats de mer, où l’artillerie joue le principal et presque unique rôle, semblaient être dans leur élément. Immédiatement après ce feu terrible, la cavalerie ennemie s’ébranla, et fit une charge vigoureuse, principalement dirigée contre le 1er régiment d’artillerie de la marine. Ce régiment […] montra ce que peut une bonne infanterie, et l’ennemi vint échouer contre ses baïonnettes. D’autres charges furent renouvelées, mais inutilement et sans succès. »
Les 20 et 21 mai 1813, c’est la bataille de Bautzen et de Würchen, pendant lesquelles le 1er régiment eut encore à subir une pluie de boulets et d’obus. Le colonel Falba est blessé le second jour, et a un cheval tué sous lui. La poursuite de l’armée ennemie fut l’occasion d’autres combats du 22 au 28 mai auxquels participa le régiment dirigé par Falba. Le 28 mai, il est blessé, alors qu'il inspecte les avant-postes. Un armistice, temporaire, est enfin signé à Pleiswitz le 4 juin.
Falba est nommé commandant de la place de Gnadenberg en Silésie du 4 juin au 6 août, il est élevé au rang d’officier de la Légion d'honneur le 14 juin 1813, et reçoit l’ordre le 6 août de se rendre à Haarlem en Hollande pour prendre le commandement du 4e régiment étranger (aucun rapport avec l'actuel 4e régiment étranger de la Légion étrangère), ce qui va lui éviter d’être à la bataille de Leipzig du 16 au 19 octobre, au cours de laquelle le 1er régiment de marine fut anéanti et son drapeau pris (visible en lambeaux dans un musée militaire allemand). Ce régiment est composé de soldats prussiens qui ont été faits prisonniers et qui ont été recrutés sous le drapeau français.
La Hollande, annexée depuis 1810 à l’Empire français, est envahie (ou libérée selon le point de vue) à partir de la fin de novembre 1813. Le 23 novembre, le colonel Falba, à la tête de 800 hommes, reprend la ville de Woerden (il y est encore une fois blessé d’une balle à la cuisse droite). Puis il s’enferme dans la place-forte de Naarden à partir du 28 novembre, où il va soutenir un long siège jusqu’au 10 mai 1814, organisant des sorties et subissant 36 jours de bombardement (jour et nuit). Il aura les pieds gelés alors qu'il effectuait une ronde sur les remparts. Selon ses états de service, Falba « renvoyait tous les parlementaires avec cette réponse laconique d’un soldat qui ne connaît que ses devoirs : je commande au nom de Napoléon et n’obéis qu’à ses ordres. »

### 1814-1848, la Restauration, puis sa retraite
De retour en France, il part de Lille le 22 juin 1814 pour Toulon.
Le corps d'artillerie de la Marine est réorganisé le 1er juillet 1814 en trois régiments de canonniers de la Marine, dont le 2e régiment, en garnison à Toulon, est placé sous le commandement du colonel Falba le 27 juillet. À cette époque de très nombreux officiers se retrouvent surnuméraires, ou mis en demi-solde. Il prête donc serment de fidélité au Roi, il est fait chevalier de l'ordre de Saint-Louis le 18 août 1814, il renvoie à Paris l'ancien drapeau tricolore du régiment (avec son aigle dans une petite caisse) le 24 décembre 1814, et en reçoit un neuf (tout blanc avec quatre ancres de marine aux angles, cravate, glands et bout de cuivre doré en bout de hampe). Il rédige alors au ministre une lettre, au nom du régiment, datée du 23 septembre 1814 (signée par la plupart des officiers ainsi que par 43 sous-officiers) :

« Monseigneur, Les officiers du régiment confié à mon commandement, supplient Votre Excellence, par mon organe, d’avoir la bonté de porter au pied du trône l’hommage des sentimens qu’ils expriment dans l’adresse que j’ai l’honneur de vous transmettre en leur nom. Ils seront flattés d’apprendre que leur démarche a été agréable à Sa Majesté et à Votre Excellence. Daignez agréer, Monseigneur, l’assurance des sentimens respectueux avec lesquels je suis, de Votre Excellence, le très humble et très obéissant serviteur, le colonel du 2e regimt du Corps Royal des canonniers de la marine. Falba
A Sa Majesté Louis XVIII, Roi de France et de Navarre. Sire, Organisé en 2e Régiment de votre Corps Royal des Canonniers de la marine, le premier besoin de nos cœurs est de supplier Son Excellence le Ministre de la marine et des Colonies, de vouloir bien porter au pied du Trône de Votre Majesté, l’hommage des sentimens de fidélité et de dévouement dont nous sommes animée, pour votre personne sacrée et votre auguste famille. Rivalisant d’amour, pour le meilleur des Rois, avec la France entière, nous justifierons tout ce qu’on peut attendre d’un Corps prêt à sceller de son sang, dans tous les termes, le serment d’obéissance qu’il renouvelle à Votre Majesté. Justement sur de la satisfaction, que vous avez daigné témoigner de la valeur et de la Discipline de nos régiments, à l’armée de Terre, dans les dernières campagnes : nous ferons consister notre honneur à nous faire remarquer de la même manière, par Votre Majesté, dans la carrière également Glorieuse à laquelle nous sommes rendus. Voyez en nous, Sire, de Votre Majesté les plus fidèles serviteurs et sujets ! »

— Lettre du 2e régiment au ministre de la Marine, lue à Louis XVIII.
Lors des Cent-Jours, Jean Falba reste au commandement du 2e régiment, renvoyant le drapeau blanc à Paris (avec cravate, glands et bout en cuivre doré), recevant un nouveau drapeau tricolore avec quatre ancres aux angles, des N en or et un aigle au bout de la hampe. Le régiment est transformé en trois bataillons. L'un d'eux au complet reçoit l'ordre de rejoindre l'armée de Lyon. Le colonel Falba demande à marcher à sa tête, mais sa présence à Toulon est jugée indispensable pour organiser le corps. La Seconde restauration en juillet 1815 et la réorganisation de l'artillerie de la Marine en mars 1816 change la donne à Toulon : Falba est remplacé à la tête du 2e régiment car il a participé aux Cent-Jours. Le 16 mai 1816, il part de Toulon pour Paris où il ne lui reste plus qu'à attendre les ordres du ministre.
Finalement, il reçoit malgré tout le 19 novembre 1817 le commandement des deux bataillons de canonniers de la Marine à Brest, puis il est muté à Rochefort en avril 1821 et enfin à Lorient en janvier 1823. Il est élevé au grade de commandeur de la Légion d'honneur le 30 octobre 1828. Il demande sa mise en retraite (infirmité due à ses blessures à laquelle se rajoutent des problèmes de santé) le 15 juillet 1829, qu’il obtient avec le grade de maréchal-de-camp par l’ordonnance du 27 janvier 1830.
Jean Falba décède à Versailles le 9 octobre 1848, à son domicile (75, avenue de Saint-Cloud). Sa tombe se trouve dans le cimetière de Montreuil à Versailles, dans le canton A. Une rue de Naarden porte son nom (Kolonel Falbastraat).

## Décorations
- Ordre national de la Légion d'honneur :
  - chevalier le 25 prairial an XII (14 juin 1804) ;
  - officier le 14 juin 1813 ;
  - commandeur le 30 octobre 1828.
- Ordre royal et militaire de Saint-Louis :
  - chevalier le 18 août 1814.

### Sources en archives
- Archives nationales (dans l'hôtel de Soubise à Paris), fonds Marine, sous-série CC-3, cartons no 1 (décisions an 2 à 5), no 6 (décisions an 11 à 13), no 7 (décisions an 13 à 1806), no 8 (décisions 1807 à 1808), no 895 (correspondance de la fin 1814), no 1069 (arrêtés de l'an 8 à 11) et no 1170 (arrêtés de l'an 12 à 1813).
- Service historique de la Défense (dans le château de Vincennes), sous-série C2, carton no 540 (6e corps de la Grande Armée en 1813).